# راندولف ستو
راندولف ستو (بالإنجليزية: Randolph Stow)‏ (28 نوفمبر 1935، جيرالدتون في أستراليا - 29 مايو 2010 في المملكة المتحدة)؛ كاتب، شاعر وروائي أسترالي.

## روابط خارجية
- راندولف ستو على موقع أرشيف الشارخ.
- راندولف ستو على موقع الموسوعة البريطانية (الإنجليزية)
- راندولف ستو على موقع ميوزك برينز (الإنجليزية)
- راندولف ستو على موقع ديسكوغز (الإنجليزية)